# تهرنتون (باكينجهامشير)
تهرنتون (بالإنجليزية: Thornton, Buckinghamshire)‏ هي قرية وأبرشية مدنية تقع في المملكة المتحدة في إنجلترا. يقدر عدد سكانها بـ 194 نسمة .